# Antoni Brodowski

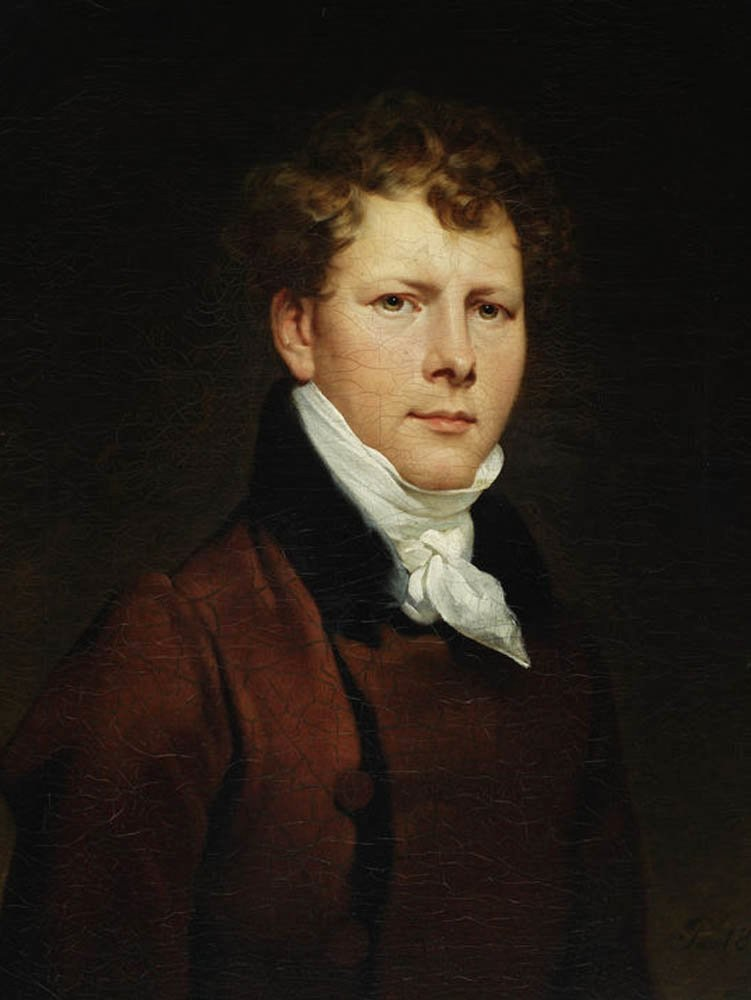
Selbstporträt, 1813

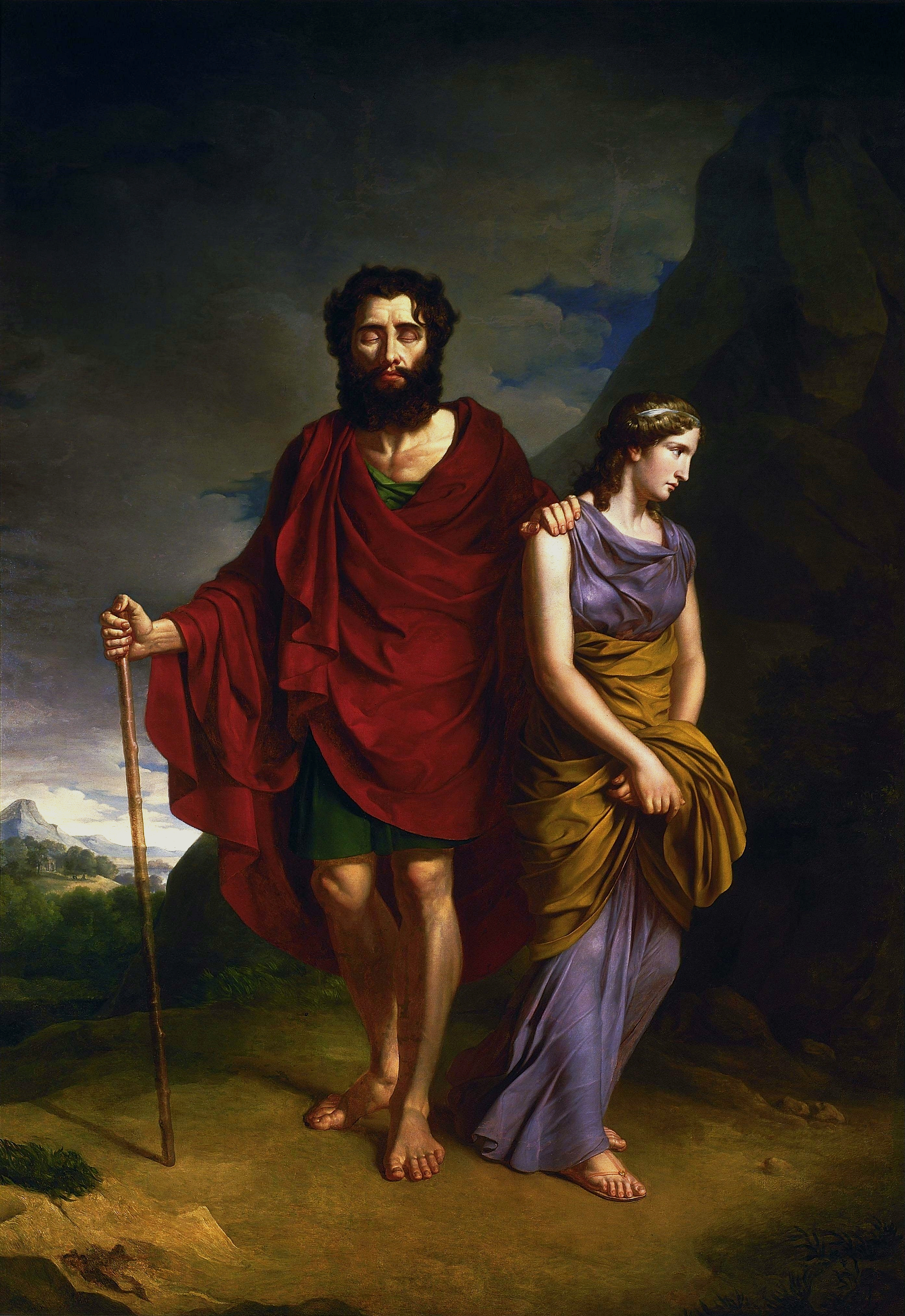
Ödipus und Antigone, 1828

Antoni Brodowski (* vor 26. Dezember 1784 in Warschau; † 31. März 1832 ebenda) war ein polnischer Maler des Klassizismus.
Er kam nach Paris 1805 als Hauslehrer der Kinder von Tadeusz Mostowski und blieb bis 1808. 1809 kam er erneut nach Paris als Stipendiat der Warschauer Regierung. 
Er studierte in Paris bei Jacques-Louis David und François Gérard. 1814 kehrte nach Warschau zurück und war als Beamter beschäftigt. 1819 wurde er mit einer Goldmedaille für das Gemälde „Sauls Zorn gegenüber David“ ausgezeichnet und zum Professor für Zeichnen und Malerei an der Fakultät für Schöne Künste der Warschauer Universität berufen.
Er beschäftigte sich hauptsächlich mit der Porträtmalerei. Er schuf auch mythologische und religiöse Kompositionen, wie „Ödipus und Antigone“, „Paris in phrygischer Mütze“.

## Quelle
- Krystyna Sroczyńska: Antoni Brodowski, 1784-1832, Życie i dzieło, (Leben und Werk), Agencja Wydawnicza Varsovia, 1985, ISBN 8385018034
- Brodowski, Antoni. In: Ulrich Thieme (Hrsg.): Allgemeines Lexikon der Bildenden Künstler von der Antike bis zur Gegenwart. Begründet von Ulrich Thieme und Felix Becker. Band 5: Brewer–Carlingen. E. A. Seemann, Leipzig 1911, S. 42 (Textarchiv – Internet Archive).

| Personendaten    | Personendaten                     |
| ---------------- | --------------------------------- |
| NAME             | Brodowski, Antoni                 |
| KURZBESCHREIBUNG | polnischer Maler des Klassizismus |
| GEBURTSDATUM     | vor 26. Dezember 1784             |
| GEBURTSORT       | Warschau                          |
| STERBEDATUM      | 31. März 1832                     |
| STERBEORT        | Warschau                          |